# Citroën Type A
La torpédo 10 HP Citroën Type A est le premier modèle automobile conçu par André Citroën.
Première voiture européenne produite en grande série à la chaîne, et commercialisée entre juin 1919 et juillet 1921.

## Historique
En 1913, alors âgé de 35 ans, André Citroën fonde la « Société des engrenages Citroën » pour exploiter un brevet d'engrenages à « doubles chevrons » à moindre coût qu'il a découvert et acheté lors d'un voyage en Pologne.
Après avoir exploité son brevet et fabriqué des munitions pendant la Première Guerre mondiale, il fait concevoir, fabriquer, et commercialise en 1919 le premier modèle d'automobile de la marque : la 10 HP Type A sort de l'usine du quai de Javel à Paris et est présentée le 4 juin 1919 lors d'une conférence de presse dans son magasin sur les Champs-Élysées. Le premier bon de commande est signé le 6 juin 1919 avec une livraison un mois plus tard,  marque le début du jeune constructeur avec cette décapotable.
Elle est dotée d'un moteur de 4 cylindres de 1 327 cm3 (soit 1,3 litre), 18 ch pour 65 km/h et d'une boîte de vitesses à 3 rapports non synchronisés. 
C'est également une des premières voitures à être équipée d'un volant de direction à gauche.
La type A est fabriquée dans l'usine historique Citroën du quai de Javel dans le 15e arrondissement de Paris renommé depuis quai André-Citroën à raison de 100 exemplaires par jour. Citroën met en œuvre le mode de fabrication à la chaîne qu'il a étudié (taylorisme) dans les publications de l'époque. Mais il ne fera le voyage à Détroit chez Ford, aux États-Unis, qu'en 1923 et en 1931.

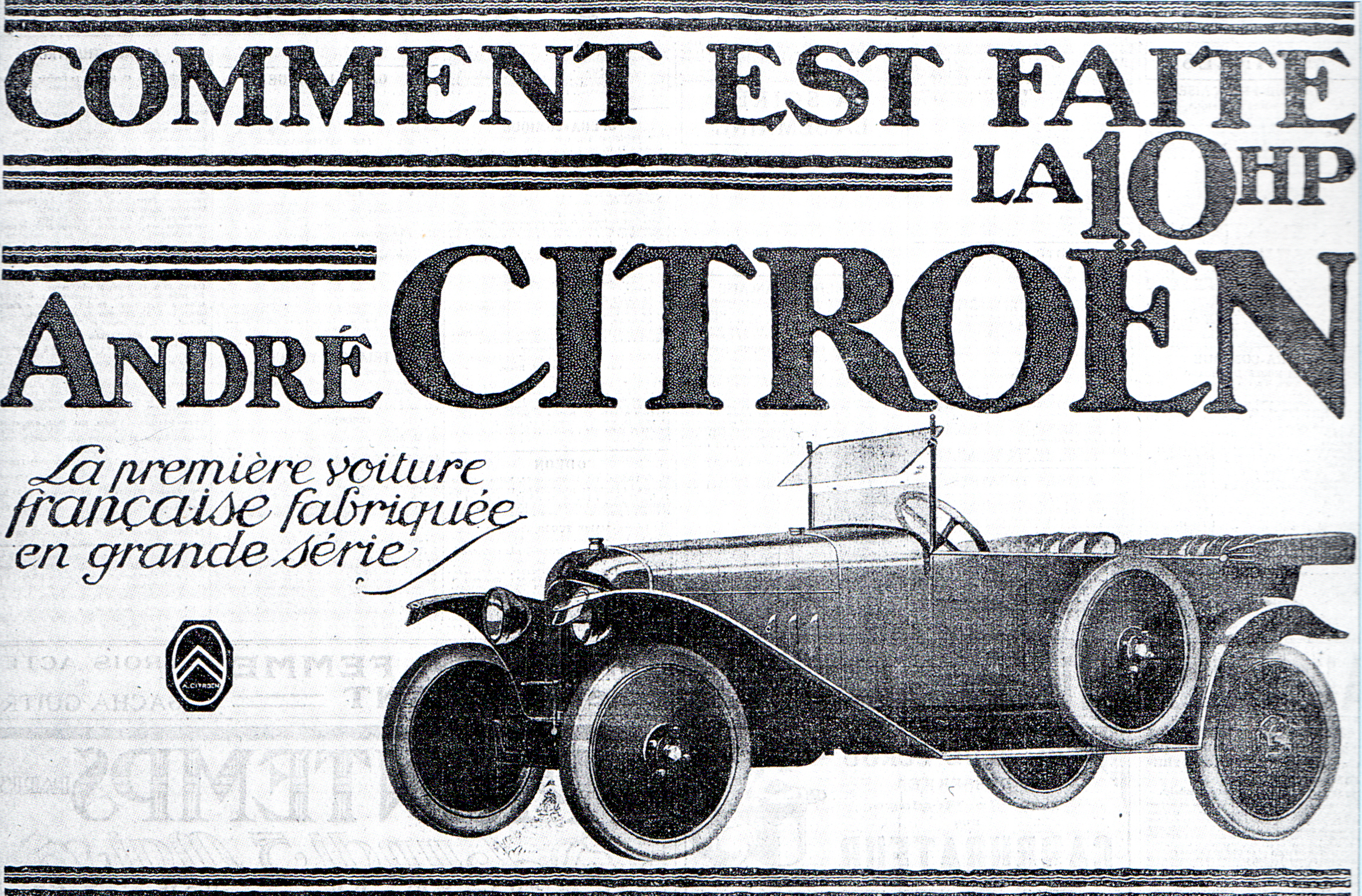
Une publicité de l'Excelsior (journal) du 4 mai 1919
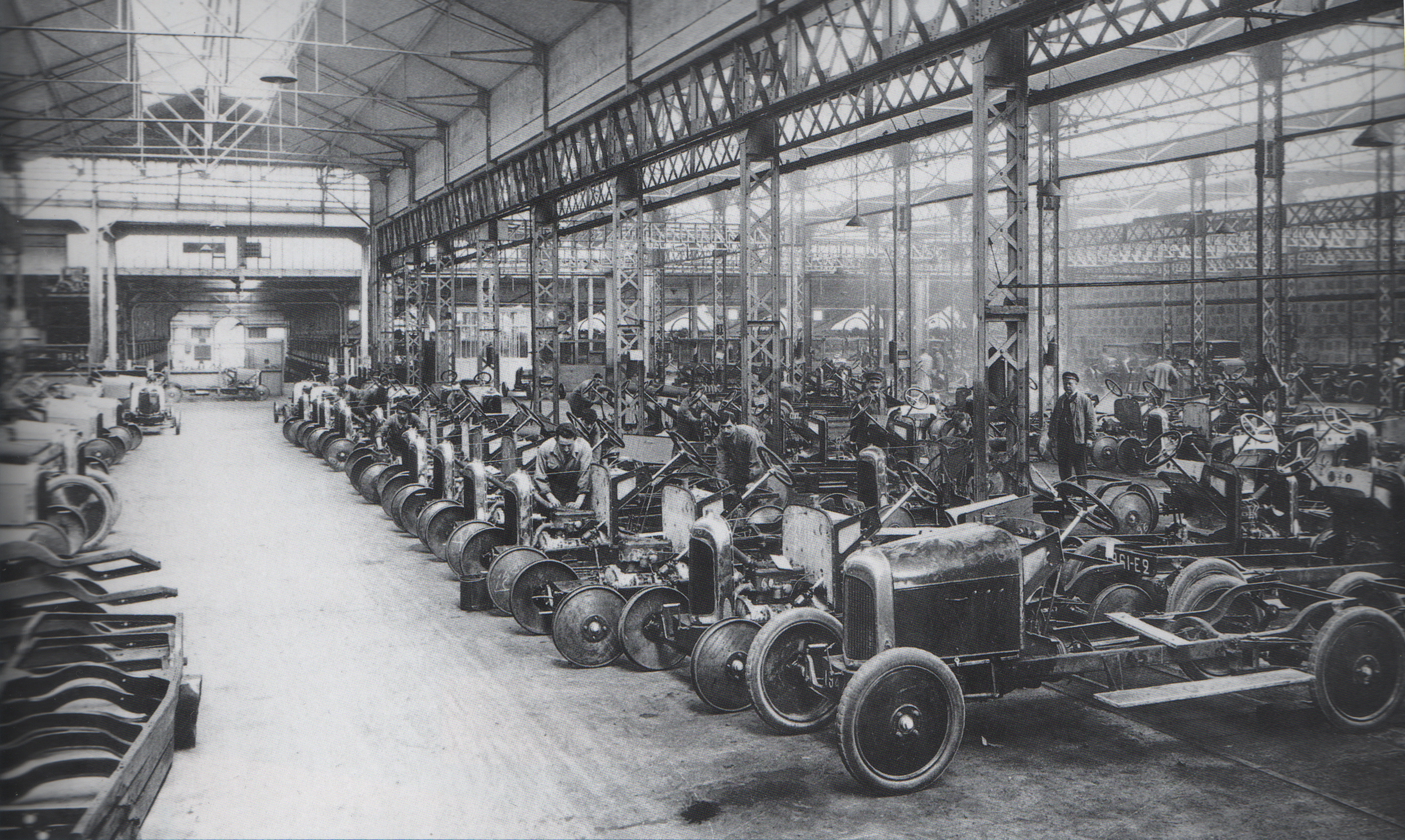
Zone de stockage de châssis, finitions, avant le montage de la caisse
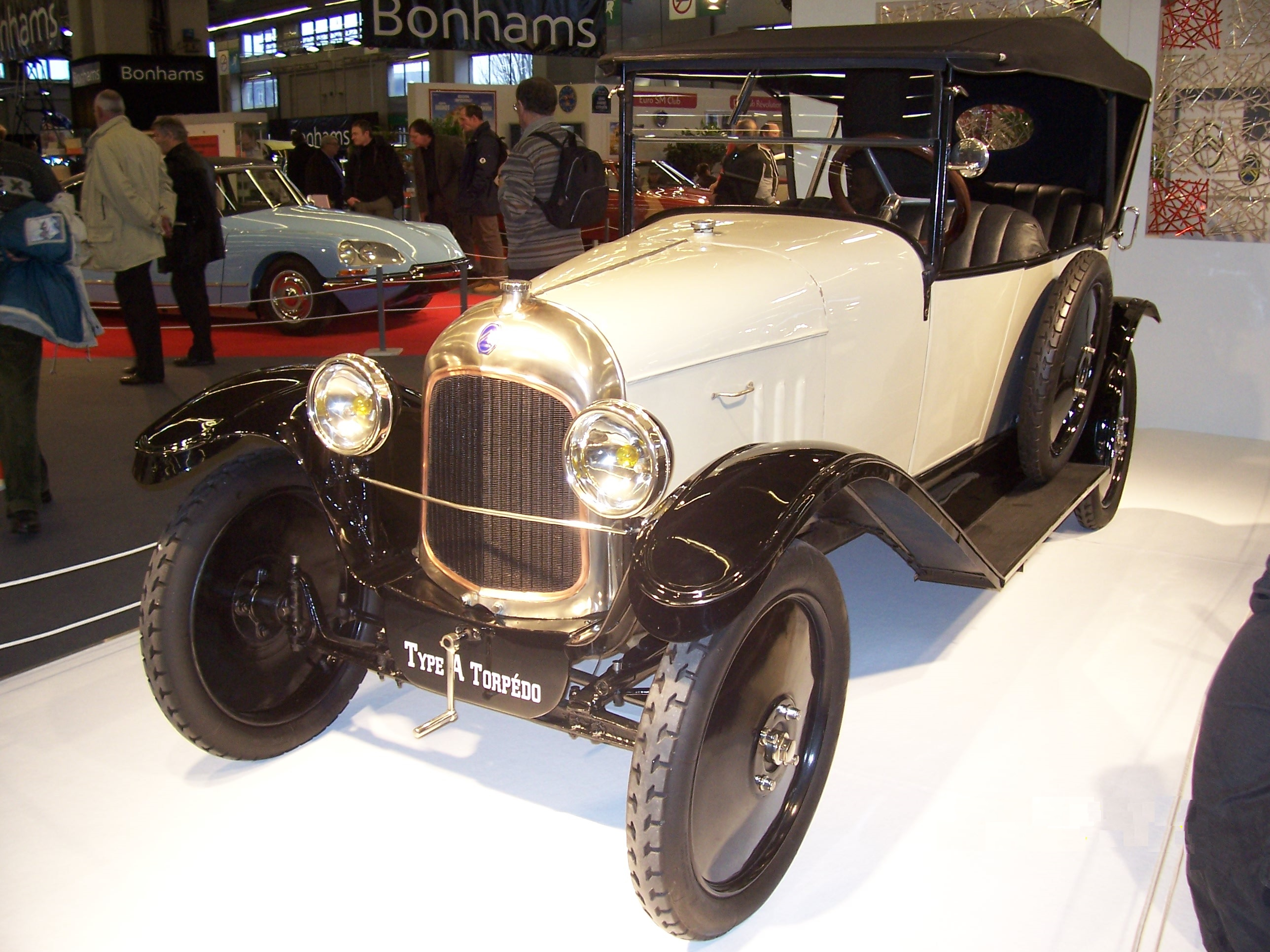
Type A 1919 du conservatoire Citroën au salon Rétromobile 2009.

## La gamme Type A
La Citroën Type A était disponible en deux longueurs de châssis et de carrosseries différentes : Torpédo 4 places, Torpédo 3 places, Conduite Intérieure 3 places et Coupé de Ville.
En 1921, une nouvelle gamme de 2 modèles est proposée : la 10 HP Type A Standard et la 10 HP Type A Luxe partageant les mécaniques du modèle précédent. Un nouveau modèle est aussi présenté, la 10 HP Type A Spécial, une Torpédo Sport Spécial équipé d'un nouveau moteur de 1 462 cm3 développant 22 ch à 2 100 tr/min. Ce moteur sera utilisé pour la future Type B2.
La Type A sera remplacée par la Type B2 en 1921, puis la Type B10 en 1925.
L'usine historique sera démolie en 1975 et le terrain libéré est devenu depuis le parc André-Citroën.

## Curiosité historique
Cette automobile a revêtu une importance particulière parce qu'elle représenta la réponse du seul constructeur français à la tentative d'invasion des marchés des divers pays d'Europe de la part du constructeur américain Ford. En 1919, alors que toutes les nations d'Europe traversaient une période très difficile du point de vue économique, après la Première Guerre mondiale, la reconversion d'après guerre était délicate et les industries éprouvaient d'énormes difficultés à reprendre un niveau de production stable et compatible avec leur potentiel. C'est dans ce contexte que l'américain Henry Ford projeta la conquête des marchés automobiles des pays d'outre-Atlantique avec son modèle "T". Les constructeurs du vieux continent durent faire face rapidement et les premiers à réagir seront Fiat avec sa "501" et Citroën avec la 10HP Type A.

## Apparition à la TV
Dans l'émission Wheeler Dealers: tournée mondiale qui se passe en Inde, Mike Brewer se fait conduire dans Calcutta par le propriétaire d'une Type-A de 1919.

## Classement dans le système fiscal et assurantiel français
La voiture était une 10 CV et était annoncée comme telle avec le nom anglais alors plus courant « Horsepower » comme 10 HP.